# Rafael Tichý
Rafael Tichý (21. prosince 1945 Praha – 28. prosince 1980 Praha) byl český houslař.

## Život
Narodil se v rodině českého keramika, sochaře a malíře Luďka Tichého. V letech 1960–1963 se vyučil v houslařské škole národního podniku Cremona v Lubech u Chebu. Po návratu zpět do Prahy pracoval v opravně hudebních nástrojů Igra na Petrském náměstí v Praze 1. V roce 1968 se oženil s Věrou, roz. Hofericovou. Téhož roku se narodil syn Robert. a o pět let později dcera Lucie. Po odchodu z opravny Igra začal pracovat souběžně s jiným zaměstnáním v ateliéru ve svém bytě na Schwaigerově nám v Praze 6 – Bubenči. V té době se začal zajímat o stavbu kopií historických dobových nástrojů. V roce 1976 se stal členem Kruhu umělců houslařů. Členství v této organizaci mu umožnilo samostatně pracovat v novém ateliéru v Kafkově ulici v Praze 6 - Dejvicích.

## Dílo
Rafael Tichý pracoval na restaurování starých hudebních nástrojů pro České muzeum hudby a vyráběl jejich repliky. Stál na počátku zájmu o dobové nástroje a jejich používání při autentické interpretaci historické hudby.
Pro soubor Collegium flauto dolce Archivováno 20. 8. 2020 na Wayback Machine. Jiřího Kotouče zhotovil kopie violy da braccio a violy da gamba. Také vyrobil kopie starých fidul (středověký smyčcový nástroj), např. pro soubor Ars Cameralis Lukáše Matouška zhotovil kopii altové fiduly. Šíře zájmu práce Rafaela Tichého se nesoustředila pouze na klasické smyčcové nástroje. Spolupracoval i se soubory v oblasti country, např. Schovanky, Banjo band Ivana Mládka. Zhotovil několik kytar dobro a mandolín.
Kontrabas z roku 1821, restaurovaný Rafaelem Tichým v roce 1978, je v majetku Národního muzea Praha.

## Galerie

Rafael Tichý, opravna na Petrském náměstí, Praha 1, 70. léta
obchod a ateliér v Kafkově ulici v Praze 6 – Dejvicích